# اما هریس
اما هریس (انگلیسی: Emma Harries؛ زادهٔ ۲۹ مارس ۲۰۰۲) بازیکن فوتبال اهل انگلستان است که در پست مهاجم برای باشگاه وستهام یونایتد در سوپر لیگ زنان انگلستان بازی می‌کند.
وی همچنین در تیم‌های ملی فوتبال زیر ۱۷ سال زنان انگلستان و زیر ۲۳ سال زنان انگلستان بازی کرده است.